# Martin Sachsenweger
Paul Louis Martin Sachsenweger (* 5. April 1900 in Freiberg; † nach 1938) war ein deutscher Autor.

## Leben
Paul Sachsenweger wurde in der sächsischen Bergstadt Freiberg als drittes Kind des dortigen Kaufmanns Robert Louis Sachsenweger und seiner Ehefrau Frieda, geb. Bretschneider, geboren. Nach dem Schulbesuch studierte er an den Universitäten Greifswald und Leipzig. 1938 promovierte er zum Dr. phil. an der Philosophischen Fakultät der Universität Leipzig. Das Thema seiner Dissertation lautete Die Höhezeit des Rationalismus in Dresden. Er publizierte hauptsächlich zu bergmännischen Themen und in Glückauf, der Zeitschrift des Erzgebirgsvereins.

## Schriften (Auswahl)
- Die Höhezeit des Rationalismus in Dresden. Dresden 1938.
- Schlegel und Eisen. Kulturbilder aus dem Freiberger Bergmannsleben. Dresden 1938.
- Bergbauliche Spuren in Freiberg und Umgebung (= Geschichtliche Wanderfahrten, Nr. 51). Dresden 1938.
- Ein Freiberger Buchjubiläum. In: Glückauf 58 (1938), S. 26–28.
- (Hrsg.): Der Bergmannsgruß und seine Umwelt in kulturgeschichtlicher Betrachtung. Dresden 1938.